# Eloxochitlán de Flores Magón
Eloxochitlán de Flores Magón là một đô thị thuộc bang Oaxaca, México. Năm 2005, dân số của đô thị này là 4042 người.